# Ægte opsparing
Ægte opsparing (engelsk: genuine saving eller adjusted net saving) er opgørelsen af et lands samlede opsparing, hvor man inddrager ændringen i en bredere mængde af aktiver end traditionelle nationalregnskabsopgørelser, der kun medtager ændringer i fysisk og finansiel kapital. Således korrigerer man i beregningen af ægte opsparing typisk for udtømningen af diverse naturresurser og ændringen i forureningsniveauet, men også f.eks. for ændringer i uddannelsesniveauet (der kan ses som en forandring i landets humankapital).
Begrebet anvendes især inden for miljøøkonomien. Det kan ses som et forsøg på at måle, om udviklingen i et land er bæredygtig, og hænger sammen med bestræbelserne på at beregne et "grønt bruttonationalprodukt".
Internationalt har Verdensbanken gennem mange år arbejdet med begrebet og offentliggjort beregninger af den ægte opsparing for en lang række lande. I Danmark har de økonomiske vismænd flere gange beregnet udviklingen i den ægte opsparing for Danmark. 

## Eksterne referencer
- The Changing Wealth of Nations - Measuring Sustainable Development in the New Millennium (Webside ikke længere tilgængelig) - Verdensbank-publikation fra 2011 om emnet

- De Økonomiske Råd: Ægte Opsparing. Kapitel III i Økonomi og Miljø, 2012. Arkiveret 14. marts 2014 hos  Wayback Machine Vismandsrapport fra 2012 om emnet